# Kail Piho
Kail Piho (ur. 28 maja 1991 w Võru) – estoński kombinator norweski. Pięciokrotny uczestnik mistrzostw świata seniorów (2009, 2011, 2013, 2015 i 2017) oraz juniorów (2008, 2009, 2010 i 2011). Medalista mistrzostw kraju.

## Życiorys
W latach 2008–2011 czterokrotnie brał udział w mistrzostwach świata juniorów, najwyżej plasując się na 12. miejscu indywidualnie (Gundersen HS100/10 km w 2011) oraz 7. pozycji drużynowo (Gundersen HS106/4x5 km w 2010). Tyle samo razy wystąpił w mistrzostwach świata seniorów (w latach 2009, 2011, 2013 i 2015) – indywidualnie najlepszy wynik zanotował w 2013 (27. miejsce w rywalizacji metodą Gundersena HS134/10 km), a drużynowo w 2009 (9. pozycja w konkursie drużynowym HS134/4x5 km).
29 listopada 2008 w Ruce zadebiutował w Pucharze Świata, zajmując 44. pozycję (Gundersen HS142/10 km). Pierwsze punkty tego cyklu zdobył 26 lutego 2012 w Libercu, gdzie był 29. (Gundersen HS100/10 km). W klasyfikacji generalnej PŚ najwyżej uplasował się w sezonie 2012/2013, gdy z dorobkiem 36 punktów został sklasyfikowany na 42. miejscu.
12 marca 2011, wraz z reprezentacją Estonii w skokach narciarskich, wystąpił w konkursie drużynowym Pucharu Świata, plasując się na ostatniej, 9. pozycji.
Wielokrotny medalista mistrzostw Estonii w skokach narciarskich oraz kombinacji norweskiej.
Jego bracia (Kaarel, Mats i Han-Hendrik) również uprawiają kombinację norweską lub skoki narciarskie.
Po sezonie 2017/2018 zakończył karierę sportową.

## Osiągnięcia

### Mistrzostwa świata
| Miejsce | Dzień     | Rok  | Miejscowość   | Konkurencja                     | Wynik zwycięzcy | Strata       | Zwycięzca           |
| ------- | --------- | ---- | ------------- | ------------------------------- | --------------- | ------------ | ------------------- |
| 49.     | 20 lutego | 2009 | Liberec       | Start masowy HS100/10 km        | 276,0 pkt       | - 148,5 pkt  | Todd Lodwick        |
| 44.     | 22 lutego | 2009 | Liberec       | Gundersen HS100/10 km           | 24:22,3 min     | + 4:59,8 min | Todd Lodwick        |
| 9.      | 26 lutego | 2009 | Liberec       | Sztafeta HS134/4x5 km           | 48:32,3 min     | + 5:19,2 min | Japonia             |
| 40.     | 28 lutego | 2009 | Liberec       | Gundersen HS134/10 km           | 23:36,6 min     | + 3:36,0 min | Bill Demong         |
| 34.     | 26 lutego | 2011 | Oslo          | Gundersen HS106/10 km           | 25:19,2 min     | + 2:52,4 min | Eric Frenzel        |
| 12.     | 28 lutego | 2011 | Oslo          | Sztafeta HS106/4x5 km           | 48:07,8 min     | + 5:42,2 min | Austria             |
| 33.     | 2 marca   | 2011 | Oslo          | Gundersen HS134/10 km           | 25:31,6 min     | + 3:35,2 min | Jason Lamy Chappuis |
| 28.     | 22 lutego | 2013 | Val di Fiemme | Gundersen HS106/10 km           | 29:13,2 min     | + 1:56,2 min | Jason Lamy Chappuis |
| 11.     | 24 lutego | 2013 | Val di Fiemme | Sztafeta HS106/4x5 km           | 57:34,0 min     | + 5:18,2 min | Francja             |
| 27.     | 28 lutego | 2013 | Val di Fiemme | Gundersen HS134/10 km           | 27:22,8 min     | + 3:02,7 min | Eric Frenzel        |
| 10.     | 2 marca   | 2013 | Val di Fiemme | Sprint drużynowy HS134/2x7,5 km | 35:37,9 min     | + 3:14,0 min | Francja             |
| 34.     | 20 lutego | 2015 | Falun         | Gundersen HS100/10 km           | 26:38,9 min     | + 3:03,5 min | Johannes Rydzek     |
| 10.     | 22 lutego | 2015 | Falun         | Sztafeta HS100/4x5 km           | 44:20,7 min     | + 5:25,8 min | Niemcy              |
| 37.     | 26 lutego | 2015 | Falun         | Gundersen HS134/10 km           | 22:45,8 min     | + 3:07,7 min | Bernhard Gruber     |
| 11.     | 28 lutego | 2015 | Falun         | Sprint drużynowy HS134/2x7,5 km | 38:31,6 min     | + 3:36,5 min | Francja             |
| 45.     | 24 lutego | 2017 | Lahti         | Gundersen HS100/10 km           | 26:19,6 min     | +4:12,6 min  | Johannes Rydzek     |
| 9.      | 26 lutego | 2017 | Lahti         | Sztafeta HS100/4x5 km           | 47:57,3 min     | +3:39,7 min  | Niemcy              |
| 43.     | 1 marca   | 2017 | Lahti         | Gundersen HS130/10 km           | 26:41,6 min     | +5:34,4 min  | Johannes Rydzek     |

### Mistrzostwa świata juniorów
| Miejsce | Dzień       | Rok  | Miejscowość   | Konkurencja           | Wynik zwycięzcy | Strata       | Zwycięzca            |
| ------- | ----------- | ---- | ------------- | --------------------- | --------------- | ------------ | -------------------- |
| 38.     | 27 lutego   | 2008 | Zakopane      | Gundersen HS94/10 km  | ?               | + 7:11,7 min | Alessandro Pittin    |
| 12.     | 28 lutego   | 2008 | Zakopane      | Sztafeta HS94/4x5 km  | 59:32,9 min     | + 7:11,6 min | Niemcy               |
| 27.     | 29 lutego   | 2008 | Zakopane      | Sprint HS94/5 km      | ?               | + 2:32,3 min | Tomaž Druml          |
| 29.     | 5 lutego    | 2009 | Štrbské Pleso | Gundersen HS100/5 km  | 13:26,0 min     | + 1:36,4 min | Alessandro Pittin    |
| 11.     | 7 lutego    | 2009 | Štrbské Pleso | Sztafeta HS100/4x5 km | 53:17,3 min     | + 4:17,0 min | Norwegia             |
| 24.     | 8 lutego    | 2009 | Štrbské Pleso | Gundersen HS100/10 km | 28:31,7 min     | + 3:12,2 min | Alessandro Pittin    |
| 44.     | 27 stycznia | 2010 | Hinterzarten  | Gundersen HS106/5 km  | 12:55,4 min     | + 3:14,2 min | Junshirō Kobayashi   |
| 19.     | 29 stycznia | 2010 | Hinterzarten  | Gundersen HS106/10 km | 29:43,5 min     | + 2:17,5 min | Ole Christian Wendel |
| 7.      | 31 stycznia | 2010 | Hinterzarten  | Sztafeta HS106/4x5 km | 53:00,1 min     | + 3:06,1 min | Niemcy               |
| 12.     | 27 stycznia | 2011 | Otepää        | Gundersen HS100/10 km | 26:37,7 min     | + 1:56,5 min | Johannes Rydzek      |
| 22.     | 29 stycznia | 2011 | Otepää        | Gundersen HS100/5 km  | 12:44,5 min     | + 2:13,3 min | Marjan Jelenko       |

### Puchar Świata

#### Miejsca w klasyfikacji generalnej
- sezon 2008/2009: niesklasyfikowany
- sezon 2009/2010: niesklasyfikowany
- sezon 2010/2011: niesklasyfikowany
- sezon 2011/2012: 58.
- sezon 2012/2013: 42.
- sezon 2013/2014: 51.
- sezon 2014/2015: 52.
- sezon 2015/2016: 57.
- sezon 2016/2017: niesklasyfikowany

### Puchar Kontynentalny

#### Miejsca w klasyfikacji generalnej
- sezon 2006/2007: 82.
- sezon 2007/2008: 94.
- sezon 2008/2009: 52.
- sezon 2009/2010: 110.
- sezon 2010/2011: 77.
- sezon 2011/2012: 101.
- sezon 2014/2015: 70
- sezon 2015/2016: niesklasyfikowany
- sezon 2016/2017: 97.
- sezon 2017/2018: 89.

### Letnie Grand Prix

#### Miejsca w klasyfikacji generalnej
- 2010: niesklasyfikowany
- 2011: 45.
- 2012: 52.
- 2013: niesklasyfikowany
- 2017: niesklasyfikowany